# Baskiska
Baskiska (euskara) är ett språk som talas av cirka 1 miljon människor, främst i Baskien i norra Spanien och sydvästligaste Frankrike. Släktskap med något annat språk har inte påvisats och baskiskan anses därför vara ett isolatspråk. Baskiska är den enda kvarlevan av de språk som talades i sydvästra Europa innan området romaniserades, och är det enda språk som lever kvar från tiden före de indoeuropeiska språkens ankomst till västra Europa.
Batua, den officiella standardbaskiskan, bygger främst på de dialekter som talas i Lapurdi och Gipuzkoa i centrala Baskien. Alla dialektvarianter är sinsemellan förståeliga, även om de som talar den västliga dialekten (i Biscaya) och den östligaste (i Zuberoa) kan ha vissa svårigheter att förstå varandra.
Beteckningen basker härstammar från latinets vascones, ett namn som ursprungligen även användes för keltiberiska grupper, fastän det etymologiskt står i samband med roten eusk-. Baskernas benämning på sig själva är Euskaldunak, avlett från språkets namn Euskara (egentligen betyder det alltså "baskiskspråkiga").

## Språkgeografi
| Västlig dialekt (Bizkaia) Central dialekt (Gipuzkoa) Navarra-dialekt Navarra-Lapurdi-dialekt Ostlig dialekt (Zuberoa) |

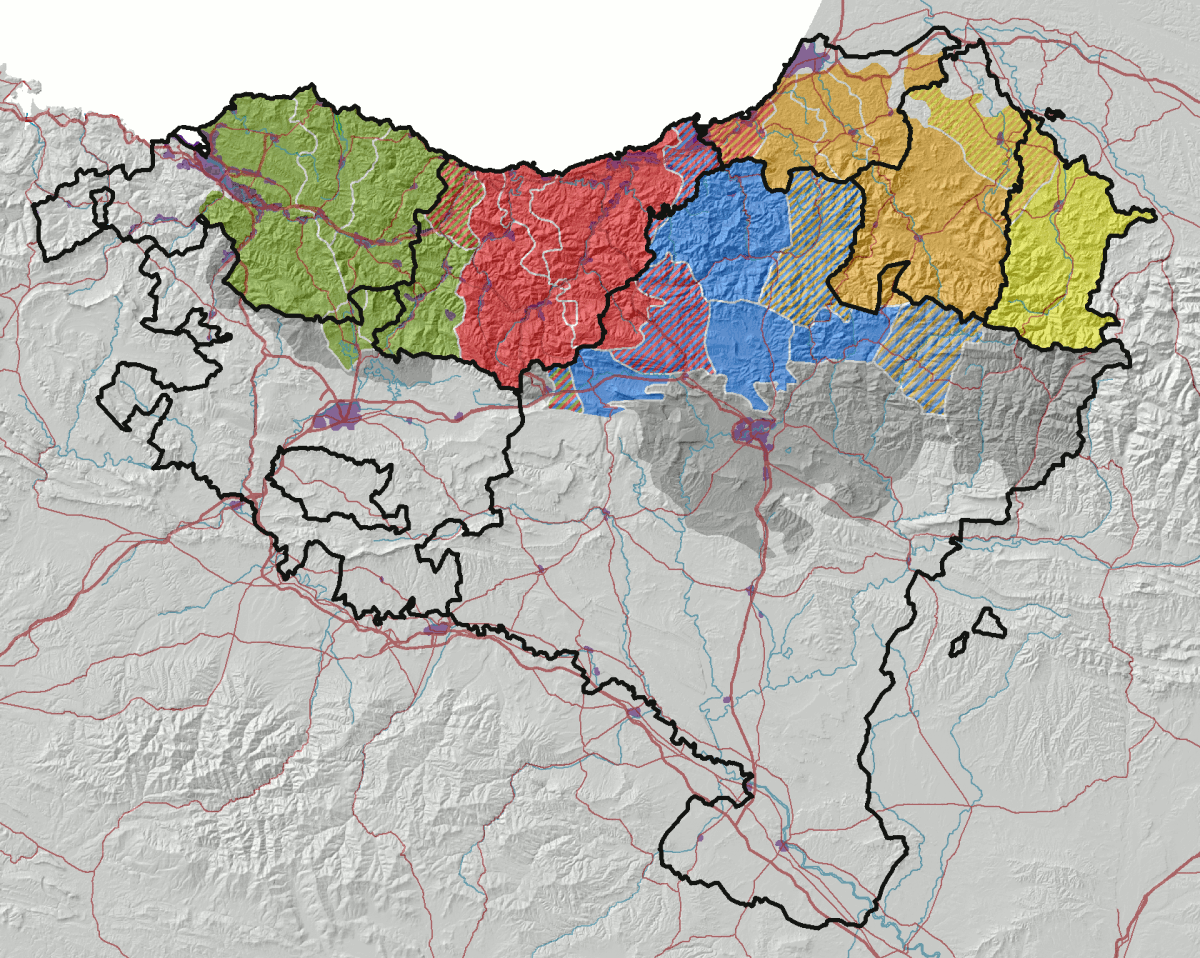
De baskiska dialekternas utbredning

År 1991 var antalet baskisktalande i Spanien 580 000 (enligt Larry Trask vid University of Sussex) men 2006 hade antalet stigit till runt 800 000 tack vare den baskiska regeringens stöd och den obligatoriska undervisningen i skolorna. I Spanien har 4 400 000 personer baskiska efternamn, varav 19 procent är bosatta i Baskien. Baskiska talas huvudsakligen i landsbygden och mindre städer (upp till 55 000 invånare) medan spanska är vardagsspråket i storstäderna. Den östra halvan av provinsen Bizkaia (Biscaya), hela Gipuzkoa (Guipúzcoa), Nedre Navarra, Zuberoa, inlandet av Lapurdi samt och de norra delarna av Araba (Álava) och Navarra utgör kärnan av det baskisktalande området.
Det finns en baskisk diaspora i många länder i Amerika, bland andra Argentina.
Tillförlitliga uppgifter om antal talare av baskiska utanför Baskien saknas, men runt 90 000 i andra delar av Europa och Amerika talar eller åtminstone förstår språket, så att det samlade antalet talare kan uppskattas till nästan 800 000. Encyclopædia Britannica 1998 ger högre tal, Ethnologue 2006 – baserat på uppskattningar från 1991 – utgår från sammantaget 650 000 talare. Folkräkningen från 1994 gav ungefär 618 000 modersmålstalare. EUSTAT, EU:s statistiska årsbok, anger 690 000 talare i Spanien år 1999. För Frankrike räknar Instituto Cultural Vasco 1997 med 56 000 baskisktalande över 15 år.
Nästan alla talare av baskiska är tvåspråkiga och behärskar dessutom nationalspråket i sina respektive länder. I spanska Baskien (det vill säga provinserna Guipúzcoa, Vizcaya, Navarra och Álava) har baskiskan sedan 1978 ställning som regionalt officiellt språk. Den franska språkpolitiken tillåter inte ens en officiell beräkning av talare.

### Geografisk fördelning
Språkområdet omfattar idag en 50 kilometer bred kuststräcka från Bilbao i Spanien till Bayonne i Frankrike, sammantaget ett område på ungefär 10 000 km². I Spanien är provinserna Guipúzcoa, delar av Vizcaya och Navarra, och norra delen av Álava. Befolkningen är främst koncentrerad till de högindustrialiserade delarna av detta område. Talrika talare av baskiskan lever även i storstäderna utanför det slutna baskiska språkutrymmet, särskilt i provinshuvudstäderna Gasteiz/Vitoria och Pamplona samt i Madrid.
I Frankrike talas baskiska framför allt i sydvästra delen av departementet Pyrénées-Atlantiques med de tidigare provinserna Labourd, Basse-Navarre och Soule.

Fördelning av talare av baskiska i Baskien 2007
Fördelning av talare av baskiska i den autonoma regionen Baskien och Navarra 2001
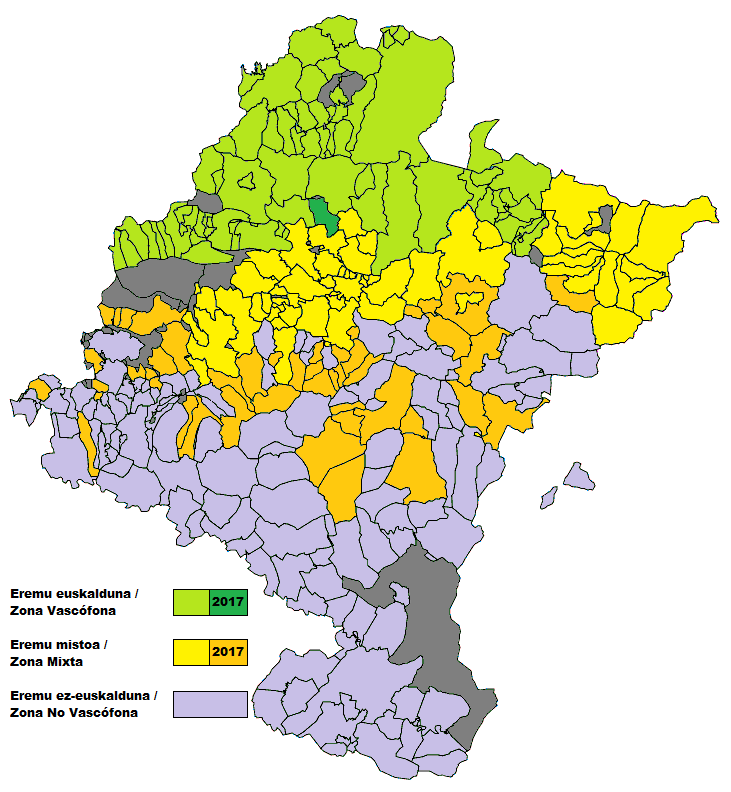
Kommuner i de baskiskspråkiga, blandade och spanskspråkiga zonerna i Navarra
Andel talare av baskiska efter kommun i Navarra
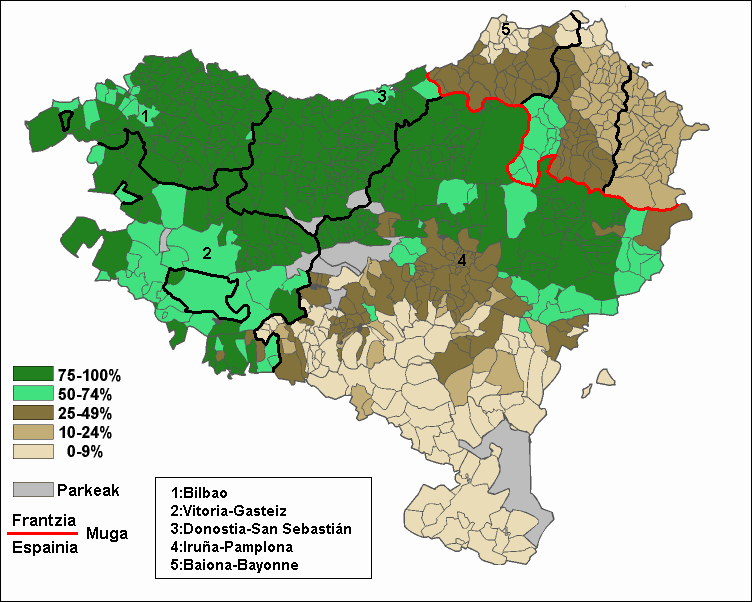
Andel skolbarn per kommun som går på baskiskspråkiga skolor (år 2000–2005)

### Dialekter och standardspråk
Språkvetenskapen urskiljer oftast sju huvuddialekter i baskiskan:
- i Spanien: dialekterna i Bizkaia (biskayiska), Gipuzkoa, Araba (Álava) (idag utdöd) och Nafarroa (navarriska);
- i Frankrike: dialekter i Lapurdi (laburdinska), Nafarroa Beherea (neder-navarriska) och Zuberoa (s(o)uletinska)[6].

Dessa dialekter kan dock än en gång skiljas i minst 25 underdialekter. Dialekterna indelas efter de (före detta) provinserna. Dialektskillnaderna är inte mycket stora; granndialekter är väl ömsesidigt förståeliga. Kraftigast avviker den östligaste franska dialekten, dialekten i Zuberoa (suletinska).
En uppdelning av de baskiska dialekterna i tre separata språk: spansk baskiska, navarro-labourdinska och souletinska, som Ethnologue företar, motsvarar trots den suletinska dialektens starka avvikelse inte den vetenskapliga litteraturen.
Från den centrala dialekten i Gipuzkoa och på grundval av tidigare standardiseringsprojekt har den baskiska akademin under ledning av Koldo Mitxelena (Luís Michelena) sedan 1968 skapat en språk- och skriftstandard Euskara Batua (förenad baskiska). Sedan 1980 har mer än 80 procent av alla baskiska publikationer – åtminstone runt 5000 titlar – givits ut på detta standardiserade språk, som långsamt även börjar slå igenom som talat högspråk.

## Baskiskans historia
Baskiskan är idag det enda icke-indoeuropeiska språket i västra kontinentaleuropa (däremot inte i Europa, där både ungerska, finska, estniska och en rad andra mindre språk inte heller hör till den indoeuropeiska språkstammen). Baskiska är också det enda isolatspråket i hela Europa. Redan därigenom intar det en påfallande särställning. Baskiskan kunde hävda sig i området kring Pyrenéerna i Spanien och Frankrike över årtusenden mot olika indoeuropeiska språk, däribland keltiska språk, latin och de nuvarande romanska språken.

### Baskiskans utveckling från romersk tid
Som en tidig form av baskiskan kan man räkna akvitanskan (i södra Frankrike), som endast är bevarat i ungefär 500 person- och gudanamn på latinska grav- och helgedomsinskrifter. Såväl namnskick som de få identifierbara morfologiska partiklarna uppvisar släktskap med dagens baskiska (till exempel akvitanska nesca "vattennymf", baskiska neska "flicka", -en(n) akvitansk och baskisk genitivändelse).
Vid början av vår tideräkning talades baskiskan bevisligen norr och söder om Pyrenéerna och i stora delar av norra Spanien. Efter det romerska styret utvidgades språkområdet längre åt sydväst till provinsen La Rioja. De östligaste baskiska dialekterna (akvitanska) trängdes tidigt bort av de romanska språken. På medeltiden kunde den lantliga skriftlösa baskiskan endast med svårighet hävda sig mot de framväxande romanska skriftspråken (till exempel navarriska och occitanska). I söder förlorade baskiskan sedan 900-talet mot den vidare framträngande spanskan, men har idag behållit ungefär samma geografiska utsträckning som på 1500-talet, fastän det under de senaste två århundradena har tvingats föra en överlevnadskamp i de industriella kärnområdena, men även i Baskiens randområden.

### Skriftlig tradition
Latinska inskrifter mestadels från dagens sydvästra Frankrike bevarar vissa entydigt baskiska personnamn eller gudanamn (Leherenno deo, "den första guden"). I nyare tid har baskiska inskrifter från 300-talet hittats i provinsen Alava. Sedan 1000 e.Kr. hittas baskiska egennamn, men även baskiska formler och korta satser oftare upphittade. Den första boken på baskiska trycktes 1545 (Linguae Vasconum Primitiae). Den författades av Jean (d') Etxepare (Echepare), en präst från nedre Navarra, och innehåller en rad folkligt författade dikter. Denna bok var början på en oavbruten, men inte särskilt omfångsrik litterär tradition, som framför allt uppvisar religiösa titlar. Den "baskiska pånyttfödelse- eller renässansrörelsen" (Euskal pizkundea, 1887–1936) undertog de första konkreta stegen till förenhetligande av skriftspråket på basis av centraldialekten i Gipuzkoa.

### Inbördeskrig och Francotiden
Kortfristigt uppnådde baskiskan under spanska inbördeskriget 1935/36 ställning som ett officiellt språk i spanska Baskien. Under den anslutande Francodiktaturen (1939–1975) förbjöds användning av baskiska i alla offentliga sammanhang, vilket fick antalet talare att sjunka kraftigt under loppet av dessa år. Först från 1965 lättades inskränkningarna något, så att till och med skolor med baskiska som undervisningsspråk (ikastolak) och kurser i baskiska för vuxna kunde inrättas. Dessa institutioner, som snart bredde ut sig i hela Baskien, gjorde skapandet av ett enhetligt baskiskt skriftspråk allt mer trängande.

### Standardisering, regionalt officiellt språk
Etablerande av det gemensamma skrift- och standardspråket Euskara Batua ('förenad baskiska') främjades avgörande av fastläggningen av ortografin av Koldo Mitxelena (även Luís Mi(t)chelena) 1968, men är tills idag ännu inte fullständigt avslutad. Demokratiseringen i Spanien sedan 1975 och särskilt grundlagen från 1978, som gav baskiskan ställning som regionalt officiellt språk jämte spanskan i provinserna Vizcaya, Guipúzcoa, Álava och delar av Navarra, skapade gynnsammare förutsättningar för stabilisering och vidareutveckling av baskiskan i Spanien.

### Utblick
Dessa fördelaktiga politiska omständigheter, baskiskans fasta förankring i den baskiska befolkningen och dess starka etniska och språkliga medvetande bidrar säkerligen väsentligt till bevarandet av detta ovanliga språk på längre sikt, fastän det har färre än en miljon talare.

## Baskiskans förhållande till andra språk

### Historik
Åtskilliga teorier om baskiskans släktskap med andra språk har lagts fram: vissa teorier länkar samman språket med de kaukasiska språken, men det finns även teorier som kopplar samman baskiskan med så avlägsna språk som japanska. Ingen av dessa teorier är allmänt vedertagen. Det finns även teorier som hävdar att baskiskan är kvarlevan av iberernas språk, som talades på den iberiska halvön innan indoeuropéerna tog över. Fortfarande i slutet av 1800-talet trodde man dock att baskiskan var ett indoeuropeiskt språk:
| ”                          | Baskerna hafva ett eget, från det spanska alldeles skildt språk, af dem sjelfva kalladt euscara, eskuara eller esquera. Det är af keltiskt ursprung, i allmänhet detsamma som de gamle iberernas, men har under tidernas lopp undergått många förändringar. | „ |
| – Nordisk familjebok, 1878 | |   |

### Genetisk släktskap med andra språk
Det är svårt att bevisa släktskap mellan baskiskan och andra språk eftersom:
- större skriftliga vittnesmål föreligger först från 1400- respektive 1500-talet, så att äldre språkstadier endast med svårighet kan rekonstrueras. Däremot kan den gamla baskiska toponymin hjälpa;
- andra forniberiska språk är endast fragmentariskt kända och man kan alltså inte urskilja om de existerande överensstämmelserna i ordförråd mellan baskiska och forniberiska inte går tillbaka på lån eller språkkontakt (se "den iberiska hypotesen").

Den hittills mest utbredda hypotesen bland seriösa forskare är att baskiskan inte är besläktad med något annat språk, och alltså är ett isolerat språk. Alla försök att finna ett besläktat språk med hjälp av jämförande språkforskning har hittills slagit fel. Ändå har det gjorts och görs många försök att sätta baskiskan genetiskt i förbindelse med andra språk eller språkfamiljer. Uppenbarligen erbjöd baskiskans isolering mitt bland indoeuropeiska språk dessutom en särskild lockelse. R. P. G. Rijk (1992) beskriver resultatet av dessa ansträngningar lapidariskt: "For all the ink spent on its genetic affiliations over the past hundred years, the matter is still unclear."

#### Den iberiska hypotesen
Redan Wilhelm von Humboldt och senare Hugo Schuchardt framlade på 1800-talet hypotesen om släktskap mellan baskiskan och iberiskan. Iberiskan – ej att förväxla med keltiberiskan, ett keltiskt och därmed indoeuropeiskt språk – är ett icke-indoeuropeiskt språk i det för- och tidigromerska Spanien (6:e till 1:a århundradet f.Kr.), som finns bevarat först sporadiskt i grekisk skrift, senare i större omfattning i en egen iberisk skrift – influerad av fenicierna och grekerna – på talrika inskrifter och mynt i Spanien, på Balearerna och i södra Frankrike. Fastän man har lyckats dechiffrera den iberiska bokstavs-stavelseskriften (M.G. Moreno 1922–24), har de iberiska texterna knappt gått att förstå. Särskilt har – i motsats till vad som först förväntades – baskiskan hittills på inget sätt varit till hjälp för förståelsen, vilket bara gör det osannolikt att dessa båda språk är närmare släkt. Likväl företräds den baskisk-iberiska hypotesen fortfarande som förr av vissa forskare, medan majoriteten avfärdar den. Några överensstämmelser i ordförråd mellan iberiska och baskiska (till exempel med baskiska bizkar "bergvägg", argi "ljus", ilun "mörk", iri "stad") kan också förklaras med den täta kontakten mellan fornbaskiskan och iberiskan.

#### Afrikanska släktskapshypoteser
Andra ser en förbindelse mellan baskiskan och afrikanska språk. Språk som nämnts är berberspråken, en undergrupp av afroasiatiska språk, songhai, som idag räknas till nilosahariska språk, och gruppen mandespråk, som hör till Niger-Kongospråken. Ingen av dessa hypoteser har kunnat göra sig gällande, och språktypologiskt är de ytterst tvivelaktiga.

#### Den kaukasiska hypotesen
Dessa hypoteser trängdes snart ut av den baskisk-kaukasiska tesen, som förde baskiskan i förbindelse med kaukasiska språk i allmänhet eller en delgrupp av dem. Med kaukasiska språk menas de inhemska språk i Kaukasus som varken är indoeuropeiska, turkiska eller semitiska. Kaukasologen Georgij A. Klimov analyserade med olika författare den baskisk-kaukasiska tesen kritiskt och kom till ett fullständigt avfärdande (Klimov 1994).
Klimovs huvudgrunder för att avfärda en släktskap mellan baskiskan och de kaukasiska språken är:
- De olika genetiska enheterna i de kaukasiska språken (som sönderfaller i minst tre olika språkfamiljer) tas inte i beaktande vid språkjämförelsen.
- Baskiskan har efter behov jämförts med enskilda av de runt 40 moderna kaukasiska språken, istället för med rekonstruerade kaukasiska protospråk.
- Ljudlagar mellan de baskiska och kaukasiska enheterna etableras sällan.
- Argumentationen är i allmänhet starkt typologiskt präglad, varigenom de saknar beviskraft för genetisk släktskap.
- Semantiska anakronismer anlitas (till exempel används ord för järnbearbetning i jämförelsen, fastän baskiskan och de kaukasiska språken måste ha skilts åt för minst 5000 år sedan, då det inte fanns någon järnbearbetning).
- Indoeuropeiska lånord dras in i jämförelsen.

Klimovs facit: "Den baskisk-kaukasiska tesen upprätthålls nuförtiden endast av journalister eller av sådana språkforskare som inte är förtrogna med fakta om baskiskan eller de kaukasiska språken" (Klimov 1994).

#### Den dene-kaukasiska hypotesen
De nyaste försöken siktar därför på att etablera baskiskan som en del av en hypotetisk europeisk-asiatisk-nordamerikansk makrofamilj, den så kallade dene-kaukasiska. Denna makrofamilj går i huvudsak tillbaka på Sergej Starostin 1984, och infogandet av baskiskan föreslogs bland andra av Vjatjeslav Tjiribka 1985. Enligt denna tes skulle baskiskan vara besläktad med nordkaukasiska språk, sinotibetanska språk och Nordamerikas na-dene-språk. Den dene-kaukasiska hypotesen har dock hittills endast fått stöd av några få forskare, och följaktligen är även frågan om att inordna baskiskan i denna makrofamilj fullständigt ouppklarad.

#### Baskiska och forneuropeiska
En nyare ytterst omstridd undersökning kommer till slutsatsen, att en föregångare till baskiskan, som kallas vaskoniska, enligt kunskaper från onomastik (namnforskning) en gång var utbrett i stora delar av Europa och ännu idag finns i många förindoeuropeiska ort- och flodnamn (Hamel–Vennemann 2002). Enligt denna tes finns det bland annat överensstämmelser mellan ortsbeteckningar i hela Europa och baskiska ord. Nästan alla forskare har förkastat denna hypotes.
Fornbaskiskan eller vaskoniskan – den antika föregångaren till det moderna språket – i motsats till en idag ofta som populär företrädd uppfattning knappast anses som en sorts forneuropeiskt gemensamt språk, som skulle vara utbrett över hela Syd-, Väst- och Mellaneuropa före indoeuropeiseringen. Säkerligen fanns det i detta omfångsrika område olika förindoeuropeiska språk, som endast delvis var besläktade med förelöparen till dagens baskiska. Redan de iberiska och sydlusitanska språken visar att det till och med på den iberiska halvön fanns förindoeuropeiska språk som uppenbart inte uppvisar någon släktskap med baskiskan.

### Isolerat språk
Man måste avslutande fastställa att det idag inte finns tillräckligt bevis för att anse baskiskan vara besläktad med något annat språk eller språkfamilj. Baskiskan är alltså enligt forskningsläget att inordna som ett isolerat språk.

### Pidginvarianter
Under historiens lopp har minst två pidginspråk baserade på baskiska uppkommit – algonkin-baskiska och isländsk-baskiska. Inget av dessa utvecklades dock till kreolspråk och båda är sedan länge utdöda.

### Växelförbindelser med geografiskt närliggande språk

#### Fonologi
Två närliggande romanska språk, nämligen spanska och ännu starkare det sydvästfranska regionala språket gaskogniska uppvisar en reduktion av det latinska f till h, som i det spanska standardspråket idag är stumt. Detta fenomen förs tillbaka på inflytande från baskiskan, jämför det spanska ortnamnet Fuenterrabia, baskiska Hondarribia.
- lat. filia, span. hija, gasc. hilha, fr. fille (dotter)
- lat. farina, span. harina, gasc. haría, fr. farine (mjöl)
- lat. flore, span. flor, gasc. hlor', fr. fleur (blomma)
- lat. frigidus, span. frío, gasc. hred, fr. froid (kall)
- lat. califacere, span. (i sammansättningar:) calefac..., gasc. cauhar, fr. chauffer (uppvärma)

Ytterligare inflytande är åtskillnaden mellan två r-ljud i baskiskan som i spanskan och den så kallade protetiska vokalen före ursprungligt anljudande r.
- lat. rota, span. rueda, bask. errota, gasc. arroda, fr. roue (hjul)

Hela Gascogne anses som tidigare baskiskt språkområde och även i Spanien ska utbredningsområdet tidigare ha varit mer utbrett än idag, vilket visas genom toponymin: Val d'Aran (baskiska aran dal).

#### Ordförråd, lånord
Baskiskan har inte bara i sin morfologi utan även i sitt ordförråd bevarat en iögonfallande självständighet, trots det minst 2500-åriga trycket från de omgivande indoeuropeiska språken. Ändå har det i loppet av sin historia införlivat åtskilliga lånord framför allt från latin och romanska språk. Några exempel är: 
- errege < lat. rex, regis "kung"
- errota < lat. rota "hjul" (se ovan)
- lege < lat. lex, legis "lag"
- eliza < lat. ecclesia "kyrka"
- liburu < lat. liber, vulgärlatin librum "bok"
- dorre < span. torre "torn"
- bake < lat. pax, pacis "fred"
- gaztelu < lat. castellum "slott"
- katu < lat. cattus "katt"

Ett annat viktigt lånordsskikt kommer från keltiska språk som till exempel:  
- adar < kelt. adarc "horn"
- hartz < kelt. art "björn"

Fastän baskiskan har åtskilliga möjligheter att bilda nya ord genom avledning får idag engelska och romanska ord för modern teknologi insteg i baskiskan i stor omfattning. Omvänt har endast mycket få baskiska ord lånats in i de omgivande romanska språken, men baskiska familje- och ortnamn har fått stor utbredning i Spanien och Latinamerika (till exempel Bolívar, Echeverría och Guevara). Möjliga baskiska lånord i romanska språk är:
- span. izquierda (vänster) från baskiska ezkerra;
- franska bizarre (bisarr) från baskiska bizar (skägg).

## Baskiskans språkstruktur
Baskiskan skiljer sig typologiskt fullständigt från de idag geografiskt närliggande romanska språken och från alla indoeuropeiska språk. Den har en suffix-deklination (som agglutinerande språk, till exempel många uraliska och turkiska språk), inget grammatiskt genus och ett ytterst formrikt och komplicerat verbalsystem med markering av en eller upp till fyra personer i varje finit verbform. Markeringen av nominalböjningen (deklination) sker vid slutet av en ordgrupp.

### Fonologi
Vokalsystemet är tregradigt och gör inte åtskillnad efter vokallängd. Vokalerna är /a, e, i, o, u/. Konsonanterna framställs i följande tabell.
Baskiskans konsonanter
|                  | labial | dental | apiko- alveolar | dorso- alveolar | postalveolar | palatal  | velar   | glottal |
| ---------------- | ------ | ------ | --------------- | --------------- | ------------ | -------- | ------- | ------- |
| Klusiler tonlös  | p      | t      | ʦ (tz)          | ʨ (ts)          | ʧ (tx)       | (c) (tt) | k       | .       |
| Klusiler tonande | b      | d      | .               | .               | .            | (ɟ) (dd) | g       | .       |
| Frikativor       | (f)    | .      | s (z)           | ɕ (s)           | ʃ (x)        | .        | x/ʤ (j) | h       |
| Nasaler          | m      | n      | .               | .               | .            | (ɲ) (ñ)  | .       | .       |
| Tremulanter      | .      | .      | .               | r (rr)          | .            | .        | .       | .       |
| Tappar/flappar   | .      | .      | .               | ɾ (r)           | .            | .        | .       | .       |
| Lateraler        | .      | .      | .               | l               | .            | ʎ (ll)   | .       | .       |

Ljuden är angivna i IPA-form, i klamrar därefter de skriftliga realiseringarna i den baskiska ortografin, ifall dessa avviker från IPA-formen. Ortografiskt x motsvarar ungefär svenskt sch. Uttalet av bokstaven j [x] motsvarar ungefär tyskans ch, men varierar mellan ch och dsch. de långa konsonanterna [tt], [dd] och [ll] uttalas palatalt, alltså ungefär som tj, dj respektive lj. Fonem inom klamrar har ingen fullständig fonemstatus. /f/ uppträder endast i lånord, /c, ɟ/ är begränsade till vissa sammanhang (smekformer) och /ɲ/ kan nästan alltid beskrivas som kontextvariant av /n/. Även om /h/ på ytan inte artikuleras av många talare, rör det sig systematiskt sett om ett fonem i baskiskan.
Skillnaden mellan ts och tz är fonematisk, som exempelparet:
- atzo "igår";
- atso "gammal".

visar.
Uttalet av tonlösa klusiler är starkare aspirerat än i de romanska språken.

## Grammatik

### Ergativt språk
Baskiskan är ett ergativt språk. Subjekten i intransitiva satser står omarkerade i kasus absolutiv, som även används för att markera direkta objekt i transitiva satser. Subjektet i transitiva satser står då i kasus ergativ (som tar suffixet -k).
| sats:         | Gizona etorri da.   | Gizona etorri da.   |  | Gizonak mutila ikusi du. | Gizonak mutila ikusi du. | Gizonak mutila ikusi du. |
| ord:          | gizona-∅            | etorri da           |  | gizona-k                 | mutila-∅                 | ikusi du                 |
| glosa:        | mannen-ABS          | har.anlänt          |  | mannen-ERG               | pojke-ABS                | har.sett                 |
| funktion:     | Sintrans            | VERBintrans         |  | Strans                   | O                        | VERBtrans                |
| översättning: | "Mannen har anlänt" | "Mannen har anlänt" |  | "Mannen såg pojken"      | "Mannen såg pojken"      |                          |
Även om mannen (gizona) på svenska och andra icke-ergativa (ackusativa) språk, står som subjekt i båda meningarna, böjs det olika i baskiskan. I meningen gizona etorri da står gizona i absolutiv, medan det står i ergativ i meningen gizonak mutila ikusi du – gizona-k.

### Nominalmorfologi

#### Transnumeral, singular och plural
Substantiv har en numeruslös grundform (transnumeral), en singularform och en pluralform. I absolutiv (se ovan) lyder formerna som följer:
| Numerus                | Form    | Översättning |
| ---------------------- | ------- | ------------ |
| absolutiv transnumeral | katu    | "katt"       |
| absolutiv singular     | katu-a  | "katten"     |
| absolutiv plural       | katu-ak | "katterna"   |

Den numeruslösa grundformen (transnumeral) betecknas ibland som obestämd. Det rör sig dock inte om en specifik indefinit form, utan mer om att abstrahera från numerus. Även beteckningen bestämd för de icke-transnumerala formerna är inte helt korrekt, fastän den är mycket utbredd. Vissa språkvetenskapsmän talar därför även om individualiserad. Exempelsatsen: Garfield katua da. "Garfield är en katt" visar tydligt att det inte handlar om tecken för bestämd form.

#### Kasusbildning
Baskiskan bildar kasus genom tillfogning av suffix, som dock inte måste följa omedelbart på substantivet, utan alltid fogas till det sista elementet i en nominalgrupp.
Böjningssuffixen fås i ren form vid egennamn och transnumerala former. Singularsuffixen bildas genom tillfogning av markören /-a(-)/, pluralsuffixen oftast genom bortfall av suffixinledande /-r-/. Baskiskan saknar grammatiskt genus. Följande tabell ger en översikt över den regelbundna deklinationen i baskiskan.
Kasusen och deras motsvarande suffix:
| Kasus          | Inanimat                                    | Inanimat     | Inanimat  | Animat                                       | Animat         | Animat       | Betydelse         |
| Kasus          | transnumeral                                | singular     | plural    | transnumeral                                 | singular       | plural       | Betydelse         |
| -------------- | ------------------------------------------- | ------------ | --------- | -------------------------------------------- | -------------- | ------------ | ----------------- |
| absolutiv      | -                                           | -a           | -ak       | som inanimat                                 | som inanimat   | som inanimat | (se ovan)         |
| ergativ        | -([r]e)k                                    | -ak          | -ek       | som inanimat                                 | som inanimat   | som inanimat | (se ovan)         |
| dativ          | -(r)i                                       | -ari         | -ei       | som inanimat                                 | som inanimat   | som inanimat | för               |
| genitiv        | -(r)en                                      | -aren        | -en       | som inanimat                                 | som inanimat   | som inanimat | possessiv genitiv |
| benefaktiv     | -(r)rentzat                                 | -arentzat    | -entzat   | som inanimat                                 | som inanimat   | som inanimat | till förmån för   |
| komitativ      | -(r)ekin                                    | -arekin      | -ekin     | som inanimat                                 | som inanimat   | som inanimat | tillsammans med   |
| motivativ      | -([r]e)ngatik                               | -a(ren)gatik | -engatik  | som inanimat                                 | som inanimat   | som inanimat | på grund av       |
| instrumentalis | -(e)z, -(e)taz                              | -az          | -ez       | som inanimat                                 | som inanimat   | som inanimat | medelst           |
| inessiv        | -([r]e)tan -([r]e)n (vid egennamn)          | -(e)an       | -etan     | -(r)engan -([r]en)gan (vid egennamn)         | -a(ren)gan     | -engan       | i / vid           |
| allativ        | -(e)tara -([r]e)ra (vid egennamn)           | -(e)ra       | -etara    | -(r)engana -([r]en)gana (vid egennamn)       | -a(ren)gana    | -engana      | till              |
| ablativ        | -(e)tatik -([r]e)tik (vid egennamn)         | -(e)tik      | -etatik   | -(r)engandik -([r]en)gandik (vid egennamn)   | -a(ren)gandik  | -engandik    | från              |
| direktiv       | -([e]ta)rantz -([r]e)rantz (vid egennamn)   | -(e)rantz    | -etarantz | -([r]en)ganantz                              | -a(ren)ganantz | -enganantz   | i riktning        |
| terminativ     | -([e]ta)taraino -([r]e)raino (vid egennamn) | -(e)raino    | -etaraino | -(r)enganaino -([r]en)ganaino (vid egennamn) | -a(ren)ganaino | -enganaino   | till(s)           |
| separativ      | -(e)tako -([r]e)ko (vid egennamn)           | -(e)ko       | -etako    | -                                            | -              | -            | från              |
| prolativ       | -tzat                                       | -            | -         | -tzat                                        | -              | -            | ansedd som        |
| partitiv       | -(r)ik                                      | -            | -         | -(r)ik                                       | -              | -            | några / inga      |

Deklinationen av nomen som slutar på konsonant skiljer sig endast oväsentligt: det suffixinledande /-r/ bortfaller i de transnumerala formerna, och framför vissa suffix infogas ett /-e-/.

#### Personliga pronomen
Böjningen av personliga pronomen följer samma schema:
| Kasus          | jag      | du       | han/hon   | vi       | Ni       | ni       | de        |
| -------------- | -------- | -------- | --------- | -------- | -------- | -------- | --------- |
| absolutiv      | ni       | hi       | hura      | gu       | zu       | zuek     | haiek     |
| ergativ        | nik      | hik      | hark      | guk      | zuk      | zuek     | haiek     |
| dativ          | niri     | hiri     | hari      | guri     | zuri     | zuei     | haiei     |
| genitiv        | nire     | hire     | haren     | gure     | zure     | zuen     | haien     |
| benefaktiv     | niretzat | hiretzat | harentzat | guretzat | zuretzat | zuentzat | haientzat |
| komitativ      | nirekin  | hirekin  | harekin   | gurekin  | zurekin  | zuekin   | haiekin   |
| instrumentalis | nitaz    | hitaz    | hartaz    | gutaz    | zutaz    | zuetaz   | haietaz   |

#### Nominalfraser
Kasusändelser fogas i en nominalfras med flera led endast till det sista ledet, och de föregående leden böjs inte. Attributiva adjektiv står efter de substantiv som de hör till. bat ("en") har funktionen av obstämd artikel och står vid slutet av nominalfrasen.
| Baskiska              | Svenska                                      |
| --------------------- | -------------------------------------------- |
| asto txuri bat        | "en vit (txuri) åsna (asto)"                 |
| katu beltz batengatik | "på grund av en svart (beltz) katt (katu)"   |
| etxe ederra           | "det vackra (eder) huset (etxe)"             |
| gure ahuntz politak   | "våra (gure) vackra (polit) getter (ahuntz)" |
| zahagi berrietan      | "i de nya (berri) (vin-)läglarna (zahagi)"   |

### Räkneord
Baskiskan uppvisar ett tydligt vigesimalsystem (tjugotalsystem), till exempel 40 = 2 x 20, 60 = 3 x 20, 80 = 4 x 20, 90 = 4 x 20 + 10. Man kan jämföra med resterna av detta system i franskan och bretonskan.
| 1  | bat       | 11 | hamaika    | 10  | hamar             |
| 2  | bi        | 12 | hamabi     | 20  | hogei             |
| 3  | hiru      | 13 | hamahiru   | 30  | hogeita hamar     |
| 4  | lau       | 14 | hamalau    | 40  | berrogei          |
| 5  | bost      | 15 | hamabost   | 50  | berrogeita hamar  |
| 6  | sei       | 16 | hamasei    | 60  | hirurogei         |
| 7  | zazpi     | 17 | hamazazpi  | 70  | hirurogeita hamar |
| 8  | zortzi    | 18 | hemezortzi | 80  | laurogei          |
| 9  | bederatzi | 19 | hemeretzi  | 90  | laurogeita hamar  |
| 10 | hamar     | 20 | hogei      | 100 | ehun              |

### Verbmorfologi
Medan böjningen av nomen i baskiskan trots de många kasusen gestaltar sig rätt översiktligt, är verbböjningen rentav beryktad för sin utomordentligt mångfaldiga och komplicerade formbildning. 
Grammatiker på 1700-talet räknade inte mindre än 30 952 former av ett enskilt verb. Det har följande orsak: formerna av det finita verbet i baskiskan hänvisar inte endast till förekommande person för det handlande subjektet (det är normalfallet i indoeuropeiska språk, till exempel tyska ich lieb-e, du lieb-st, er lieb-t osv.), utan dessutom till person för det direkta och indirekta objektet för handlingen och ibland till och med dessutom person för den som tilltalas.
Här är några former av presens av verbet ukan = "ha" (3sg = tredje person singular och så vidare):
| baskiska  | översättning                  | subjekt | direkt objekt | indirekt objekt |
| --------- | ----------------------------- | ------- | ------------- | --------------- |
| du        | "hon/han har det"             | 3sg     | 3sg           | -               |
| gaitu     | "hon/han har oss"             | 3sg     | 1pl           | -               |
| zaitugu   | "vi har Er"                   | 1pl     | 2sg           | -               |
| diot      | "jag har det för henne/honom" | 1sg     | 3sg           | 3sg             |
| dizut     | "jag har det för Er"          | 1sg     | 3sg           | 2sg             |
| dizkizut  | "jag har dem för Er"          | 1sg     | 3pl           | 2sg             |
| dizkigute | "de har dem för oss"          | 3pl     | 3pl           | 1pl             |

Man inser genast till vilken formrikedom denna tredubbla markering av verbformer måste leda. En översiktlig framställning av böjningsmönstret måste vara tredimensionell.

#### Den enkla konjugationen
Baskiskan urskiljer en så kallad enkel (eller syntetisk) konjugation, där formerna bildas direkt från själva verbet (som till exempel svenskt presens "han älskar") och sammansatt (analytisk eller perifrastisk) konjugation med hjälpverb (som till exempel svenskans perfekt "jag har älskat").
Den så kallade enkla konjugationen används endast för en liten grupp ofta använda verb. Verb som böjs enkelt är izan "vara", ukan "ha", egon "vara", etorri "komma", joan "(målinriktat) gå", ibili "gå omkring", eduki "ha, hålla", jakin "veta", esan "säga". I litterär baskiska konjugeras ytterligare några verb enkelt, som ekarri "bringa", erabili "använda", eraman "bära", etzan "ligga", iraun "räcka". Andelen så kallade enkla verb var större i tidigare språkfaser. Texter från 1500-talet innehåller ungefär femtio. Idag används de som medel i högtidlig stil. Alla andra verb konjugeras perifrastiskt (det vill säga med hjälpverb). Den enkla konjugationen har idag endast två tempus kvar – presens och preteritum – och en imperativ.
Exempel: Presens av verbet ekarri "bringa" med några varianter av subjektet och direkta och indirekta objektet (3sg = 3:e person singular etc.):
| Baskiska    | översättning                      | subjekt | direkt objekt | indirekt objekt |
| ----------- | --------------------------------- | ------- | ------------- | --------------- |
| dakart      | "jag bringar det"                 | 1sg     | 3sg           | -               |
| dakarna     | "du (femininum) bringar det"      | 2sg     | 3sg           | -               |
| dakark      | "du (maskulinum) bringar det"     | 2sg     | 3sg           | -               |
| dakar       | "hon/han bringar det"             | 3sg     | 3sg           | -               |
| darkarte    | "de bringar det"                  | 3pl     | 3sg           | -               |
| dakartza    | "hon/han bringar dem"             | 3sg     | 3pl           | -               |
| nakar       | "hon/han bringar mig"             | 3sg     | 1sg           | -               |
| hakar       | "hon/han bringar dig"             | 3sg     | 2sg           | -               |
| dakarkiote  | "de bringar det till henne/honom" | 3pl     | 3sg           | 3sg             |
| dakarzkiote | "de bringar dem till henne/honom" | 3pl     | 3pl           | 3sg             |

Ett fullständigt schema för presens av det ofta använda hjälpverbet ukan 'ha' med fast direkt objekt i 3:e singular "det" och variabelt dativobjekt visar följande tabell:
| subjekt             | det indirekta objektets person | det indirekta objektets person | det indirekta objektets person | det indirekta objektets person | det indirekta objektets person | det indirekta objektets person | det indirekta objektets person | det indirekta objektets person | det indirekta objektets person |
|                     | ingen                          | 1sg (mig)                      | 2sg (dig femininum)            | 2sg (dig maskulinum)           | 3sg (henne/honom)              | 1pl (oss)                      | 2sg (Er)                       | 2pl (er)                       | 3pl (dem)                      |
| ------------------- | ------------------------------ | ------------------------------ | ------------------------------ | ------------------------------ | ------------------------------ | ------------------------------ | ------------------------------ | ------------------------------ | ------------------------------ |
| 1sg (jag)           | dut                            | -                              | dinat                          | diat                           | diot                           | -                              | dizut                          | dizuet                         | diet                           |
| 2sg (du femininum)  | dun                            | didan                          | -                              | -                              | dion                           | digun                          | -                              | -                              | dien                           |
| 2sg (du maskulinum) | duk                            | didak                          | -                              | -                              | diok                           | diguk                          | -                              | -                              | diek                           |
| 3sg (hon/han)       | du                             | dit                            | din                            | dik                            | dio                            | digu                           | dizu                           | dizue                          | die                            |
| 1pl (vi)            | dugu                           | -                              | dinagu                         | diagu                          | diogu                          | -                              | dizugu                         | dizuegu                        | diegu                          |
| 2sg (Ni)            | duzu                           | didazu                         | -                              | -                              | diozu                          | diguzu                         | -                              | -                              | diezu                          |
| 2pl (ni)            | duzue                          | didazue                        | -                              | -                              | diozue                         | diguzue                        | -                              | -                              | diezue                         |
| 3pl (de)            | dute                           | didate                         | dinate                         | diate                          | diote                          | digute                         | dizute                         | dizuete                        | diete                          |

Till exempel heter diguzue „ni har det för oss” (subjekt 2.pl., indirekt objekt 1.pl., direkt objekt 3.sg. "det"). De motsvarande formerna för ett direkt objekt i 3. pers. plural bildas vid formerna med dativreferens genom inskott av /-zki-/ efter den första stavelsen /di-/, till exempel dizkiot „jag har dem för henne/honom”, men diot „jag har det för henne/honom”.
Reflexiva former (till exempel "jag har mig") existerar inte i detta schema. De måste bildas genom omskrivningar.

#### Den sammansatta konjugationen
Formerna i den sammansatta eller perifrastiska konjugationen, som alla andra, icke-enkla verb konjugeras efter, bildas av en av verbets stamformer tillsammans med en form av hjälpverben izan, ukan, edin eller ezan. Stamformer är själva verbets stam, perfektparticip, futurum particip och gerundium (egentligen ett verbalnomen i inessiv). Därvid kan ukan och ezan användas vid transitiva verb, samt izan och edin vid intransitiva verb. Se litteraturhänvisningar för vidare detaljer.